# Rijksschool voor Kunstnijverheid Amsterdam

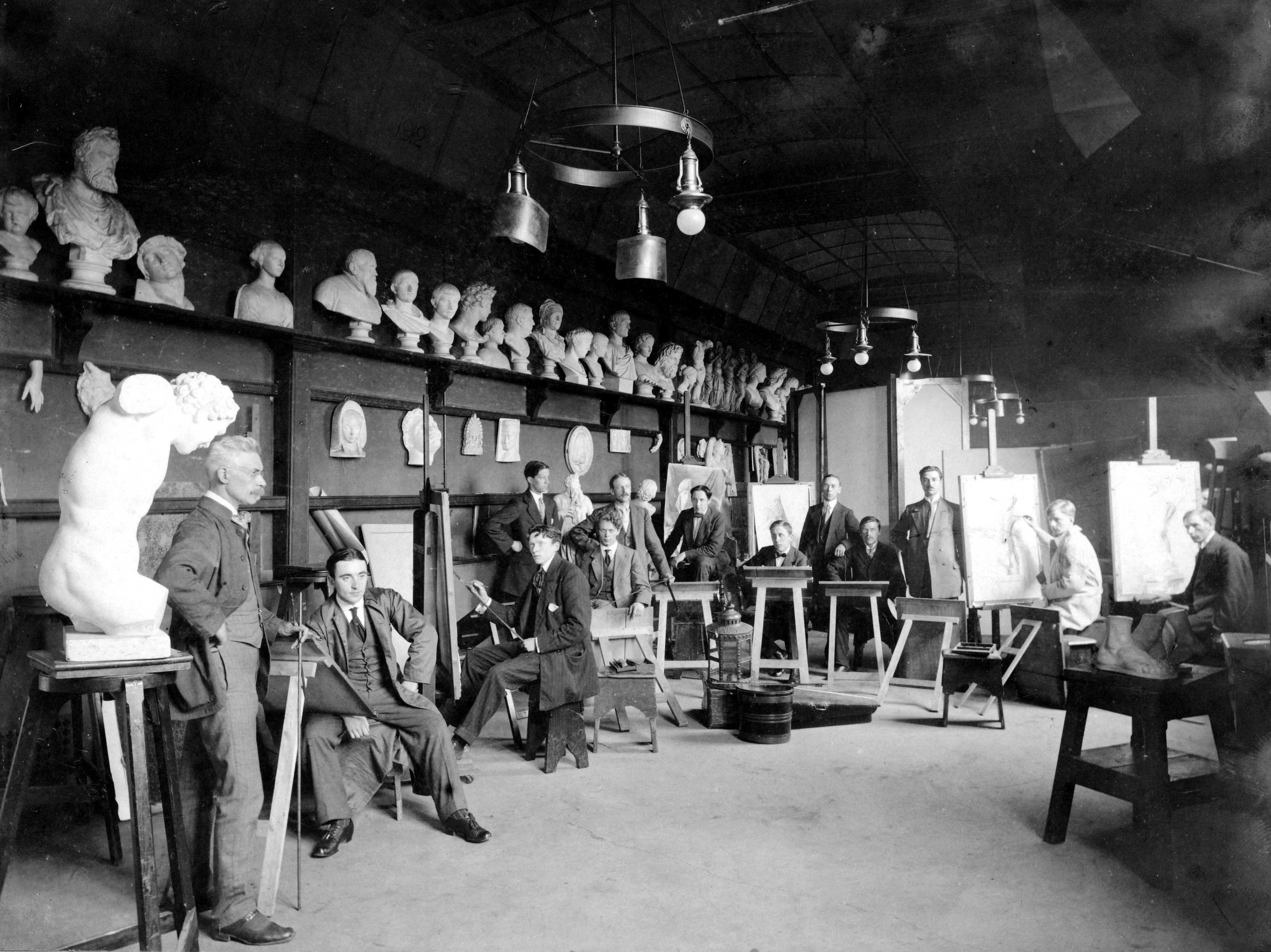
Rijksschool voor Kunstnijverheid op bovenverdieping Rijksmuseum, c. 1900

Rijksschool voor Kunstnijverheid Amsterdam werd opgericht in 1880 en was gehuisvest in het gebouw van het Rijksmuseum te Amsterdam gelijk met de Rijksnormaalschool voor Tekenonderwijzers tot 1924. De Rijksschool werd in dat jaar opgeheven. 

## Bibliotheekcollectie
Bij de splitsing in dat jaar is een deel van de boeken van de Rijksschool voor Kunstnijverheid overgedragen aan het Rijksmuseum. De resterende bibliotheken zijn deel gaan uitmaken van de bibliotheek van de Gerrit Rietveld Academie. Later is een deel afgesplitst en verhuisd naar de Academie voor Beeldende Vorming, Hogeschool van Amsterdam. In respectievelijk 1999 en 2005 zijn de bibliotheken met 2500 titels weer terug in het Rijksmuseum. 